# Hamars domprosteri

Prosterier i Hamars stift. Det gråa området på kartan är Hamars domprosteri.

Hamars domprosteri (norska: Hamar domprosti) är ett kontrakt (prosteri, norska: prosti) i Hamars stift inom Norska kyrkan. Kontraktet omfattar kommunerna Hamar, Løten, Ringsaker och Stange i Innlandet fylke i östra Norge.
Den 1 januari 2025 gick Ringsakers prosteri upp i Hamars domprosteri, som därmed utökades med Ringsakers kommun.

## Socknar
Hamars domprosteri består sedan 2025 av 14 socknar (norska: sokn eller sogn) inom fyra kyrkliga samfälligheter (norska: kirkelige fellesråd), motsvarande kommunerna:

### Hamars kyrkliga samfällighet
- Hamars domkyrkas socken
- Vangs socken

### Løtens kyrkliga samfällighet
- Løtens socken

### Ringsakers kyrkliga samfällighet
- Brumunddal/Veldre socken
- Brøttums socken
- Furnes socken
- Nes socken
- Ringsakers socken
- Åsmarka socken

### Stange kyrkliga samfällighet
- Ottestads socken
- Romedals socken
- Stange socken
- Tangens socken
- Vallsets socken